# Nadelpenetration

Versuchsaufbau der Nadelpenetration. Links am Anfang, rechts am Ende des Versuchs. Der Versuch findet im Wasserbad statt.

Die Nadelpenetration ist ein Prüfverfahren im Straßenbau. Mit den ermittelten Werten kann man Aussagen über die Härte des verwendeten Bitumens machen. Das Verfahren wird in der DIN EN 1426 beschrieben.

## Merkmale
Bei der Nadelpenetration wird bei einer festgelegten Temperatur (25 °C) eine genormte Nadel (100 g) eine bestimmte Zeit (5 s) mit einem Gewicht belastet und die Eindringtiefe der Nadel in Zehntelmillimetern bestimmt. Die Zahlenwerte in der Bezeichnung eines Bitumens (beispielsweise Bitumen 50/70, 70/100, 160/220) geben den Bereich an, in dem die Eindringtiefe der Nadel bei diesen Sorten liegt. Beispielsweise bedeutet 50/70, dass die Eindringtiefe zwischen 5 und 7 mm beträgt.
Damit die Ergebnisse von verschiedenen Versuchen miteinander vergleichbar sind, werden die Versuchsbedingungen in der Prüfungsbezeichnung angegeben. Die Bezeichnung Prüfung DIN EN 1426 25-100-5 besagt, dass die Nadelpenetration bei 25 Grad Celsius stattzufinden hat, wobei die Nadel mit 100 Gramm zu belasten ist. Das Belastungsintervall beträgt 5 Sekunden. Der Versuch findet im Wasserbad statt. Der Versuch wird dreimal durchgeführt, wobei die Aufsatzpunkte der Nadeln auf die Bitumenoberfläche etwa 1 cm voneinander entfernt sein müssen.